# 韦森贝格 (梅克伦堡-前波美拉尼亚州)
韦森贝格（德語：Wesenberg）是德国梅克伦堡-前波美拉尼亚州的市镇，隶属于梅克伦堡湖区县，总面积为89.44平方千米，截至2020年总人口为3031人。